# O’Donnell
O’Donnell ist ein patronymisch gebildeter Familienname irischer Herkunft (irisch: Ó Domhnaill).

## Namensträger

### A
- Aidan O’Donnell (* ≈1980), britischer Jazzmusiker
- Alison O’Donnell, schottische Schauspielerin
- Annie O’Donnell, US-amerikanische Schauspielerin

### B
- Brian Ó Domhnaill (* 1977), irischer Politiker
- Bridie O’Donnell (* 1974), australische Radsportlerin

### C
- Calvagh O’Donnell († 1566), irischer Adliger
- Cathy O’Donnell (1923–1970), US-amerikanische Schauspielerin
- Chris O’Donnell (* 1970), US-amerikanischer Schauspieler
- Christine O’Donnell (* 1969), US-amerikanische Politikerin (Republikanische Partei)
- Christopher O’Donnell (* 1998), irischer Sprinter

### D
- Damien O’Donnell (* 1967), irischer Filmregisseur und Drehbuchautor
- Daniel O’Donnell (* 1961), irischer Sänger und Fernsehmoderator
- Daniel J. O’Donnell (* 1960), US-amerikanischer Politiker
- Donal O’Donnell (* 1957), irischer Richter und Prozessanwalt

### E
- Eddie O’Donnell (1887–1920), US-amerikanischer Automobilrennfahrer
- Edward Joseph O’Donnell (1931–2009), US-amerikanischer Geistlicher, Bischof von Lafayette
- Emmett O’Donnell Jr. (1906–1971), US-amerikanischer General der Air Force
- Enrique José O’Donnell (1769–1834), Graf von La Bispal

### F
- Finola O’Donnell († 1528), irische Adelige
- Fiona O’Donnell (* 1960), britische Politikerin
- Francis Martin O’Donnell, irischer Diplomat

### G
- Guillermo O’Donnell (1936–2011), argentinischer Politikwissenschaftler
- Gus O’Donnell, Baron O’Donnell (* 1952), britischer Politiker, Wirtschaftswissenschaftler und Diplomat

### H
- Hugh O’Donnell, 2. Earl of Tyrconnell (1606–1642), Titularkönig von Tyrconnell
- Hugh O’Donnell (Fußballspieler) (1913–1965), schottischer Fußballspieler
- Hugh O’Donnell (Künstler) (* 1950), englischer Maler
- Hugh O’Donnell (Politiker) (* 1952), schottischer Politiker
- Hugh Roe O’Donnell (1572–1602), Prinz von Tyrconnell
- Hugo O’Donnell, Duque de Tetuan, spanischer Politiker

### J
- James O’Donnell (Architekt) (1774–1830), US-amerikanischer Architekt
- James O’Donnell (Politiker) (1840–1915), US-amerikanischer Politiker
- James O’Donnell (Rugbyspieler) (1860–1942), neuseeländischer Rugbyspieler
- James J. O’Donnell (* 1950), US-amerikanischer Klassischer Philologe
- James P. O’Donnell (1917–1990), US-amerikanischer Schriftsteller und Journalist
- Joe O’Donnell (um 1922–2007), US-amerikanischer Fotograf
- Joseph O’Donnell (1925–2005), US-amerikanischer Politiker

### K
- K. M. O’Donnell  (1939–2024), US-amerikanischer Science-Fiction- und Fantasy-Autor sowie Herausgeber, siehe Barry N. Malzberg
- Karl O’Donell von Tyrconell (1715–1771), Graf von Tyrconnel
- Keir O’Donnell (* 1978), US-amerikanischer Schauspieler
- Kenneth O’Donnell (1924–1977), US-amerikanischer Politiker und Politikberater
- Kevin O’Donnell (Friedenscorpsdirektor) (1925–2012), vierter Direktor des Friedenscorps der USA
- Kevin O’Donnell (Schriftsteller) (1950–2012), US-amerikanischer Science-Fiction-Autor
- Kieran O’Donnell (* 1963), irischer Politiker (Fine Gael)

### L
- Lawrence O’Donnell (* 1951), US-amerikanischer Fernsehmoderator und Politiker
- Lawrence O’Donnell, Pseudonym des Schriftstellers Henry Kuttner (1915–1958)
- Leopoldo O’Donnell (1809–1867), Graf von Lucena und Herzog von Tetuan
- Liz O’Donnell (* 1956), irische Politikerin

### M
- Manus O’Donnell († 1564), irischer Adliger
- Mark O’Donnell (1954–2012), US-amerikanischer Schriftsteller
- Martin O’Donnell, englischer Snookerspieler
- Mary Katherine O’Donnell, US-amerikanische Schauspielerin
- Maximilian O’Donell von Tyrconell (1812–1895), österreichischer Kämmerer und Feldmarschallleutnant
- May O’Donnell (1906–2004), US-amerikanische Tänzerin und Choreografin

### N
- Nathaniel Reilly-O’Donnell (* 1988), britischer Ruderer
- Neil O’Donnell (Fußballspieler) (1949–2022), schottischer Fußballspieler
- Neil O’Donnell (* 1966), US-amerikanischer American-Football-Spieler
- Niall Garbh Ó Domhnaill (1560–1626), Mitglied des O’Donnell-Clans von Donegal

### P
- Pacho O’Donnell (* 1933), argentinischer Schriftsteller, Politiker und Psychoanalytiker
- Patrick O’Donnell (Politiker) (vor 1949–1970), irischer Politiker (Fine Gael)
- Patrick Joseph O’Donnell (1856–1927), irischer Geistlicher, Erzbischof von Armagh
- Patrick Mary O’Donnell (1897–1980), irisch-australischer Geistlicher, Erzbischof von Brisbane
- Peadar O’Donnell (1893–1986), irischer Schriftsteller
- Peter O’Donnell (1920–2010), britischer Schriftsteller
- Peter O’Donnell (Segler) (1939–2008), australischer Segler
- Phil O’Donnell (1972–2007), schottischer Fußballspieler

### R
- Ralph O’Donnell (* 1969), US-amerikanischer Geistlicher, Bischof von Jefferson City
- Rodney O’Donnell (* 1956), irischer Rugby-Union-Spieler
- Rosie O’Donnell (* 1962), US-amerikanische Schauspielerin und Fernsehmoderatorin

### S
- Sean O’Donnell (* 1971), kanadischer Eishockeyspieler
- Senan Louis O’Donnell (1927–2023), irischer Ordensgeistlicher, Bischof von Maiduguri
- Sheila O’Donnell (* 1953), irische Architektin
- Spec O’Donnell (1911–1986), US-amerikanischer Schauspieler
- Stephen O’Donnell (Fußballspieler, 1983) (* 1983), schottischer Fußballspieler
- Stephen O’Donnell (Fußballspieler, 1986) (* 1986), irischer Fußballspieler
- Stephen O’Donnell (Fußballspieler, 1992) (* 1992), schottischer Fußballspieler

### T
- Thomas O’Donnell (1874–1936), irischer römisch-katholischer Geistlicher und Erzbischof von Halifax
- Tim O’Donnell (Footballspieler) (1907–2003), irischer Gaelic-Football-Spieler
- Tim O’Donnell (Drehbuchautor), US-amerikanischer Drehbuchautor, Fernsehregisseur und Produzent
- Timothy O’Donnell (* 1980), US-amerikanischer Triathlet
- Tom O’Donnell (1926–2020), irischer Politiker (Fine Gael)
- Trent O’Donnell (* 1976), australischer Filmregisseur und Drehbuchautor

## Sonstiges
- O’Donnell Peak, Berg im Viktorialand, Antarktika